# Habere non haberi
Habere non haberi è un'espressione latina che significa letteralmente "avere [e] non essere posseduti". L'espressione giustifica le ricchezze ("habere"), ma mette in guardia l'uomo dalla possibilità di essere sottomesso da esse, di fare delle ricchezze il fine ultimo della propria vita ("haberi"). Una prima formulazione di questo aforisma possiamo trovarla in Aristippo, come riferito da Diogene Laerzio. La citazione si trova anche ne Il piacere di D'Annunzio (libro I, cap. II), tra i precetti che il protagonista Andrea Sperelli apprende dal padre.